# الیتال
الیتال (به لاتین: Alital) یک منطقهٔ مسکونی در نپال است که در Mahakali Zone واقع شده‌است.

## خصوصیات
الیتال ۸٬۳۰۷ نفر جمعیت دارد.